# كادي (خادم ويب)
كادي (بالإنجليزية: Caddy)‏ هو خادم ويب قابل للامتداد ومتعدد المنصات ومفتوح المصدر مكتوب بلغة غو.
يعد كادي في جوهره منصة قابلة للتوسع لنشر الخدمات طويلة الأمد (التطبيقات) باستخدام تكوين موحد يمكن تحديثه عبر الإنترنت بواسطة واجهة برمجة التطبيقات REST. تأتي توزيعات كادي الرسمية مع مجموعة من الوحدات القياسية التي تشمل خادم HTTP، وأتمتة TLS، وتطبيقات البنية التحتية للمفاتيح العامة. ويُعرف بشكل أساسي بميزات HTTPS الآلية التي يقدمها.